# Heisenbergita
La heisenbergita és un mineral de la classe dels òxids. Va rebre el nom per Kurt Walenta i T. Theye en honor de Werner Karl Heisenberg (Würzburg, 5 de desembre de 1901 - Múnic, 1 de febrer de 1976), professor de física a les universitats de Leipzig, Berlín, Göttingen i Múnic. Juntament amb Born i Jordan, paral·lelament al grup al voltant de De Broglie, Dirac i Schrödinger, va establir les bases de la mecànica quàntica moderna. El principi d'incertesa, formulat el 1927, va rebre el seu nom. El 1932 va rebre el Premi Nobel de Física.

## Característiques
La heisenbergita és un òxid de fórmula química UO₂(OH)·2H₂O, mostrat sovint de manera simplicada com: UO₃·2H₂O. Va ser aprovada com a espècie vàlida per l'Associació Mineralògica Internacional l'any 2011. Cristal·litza en el sistema ortoròmbic. La seva duresa a l'escala de Mohs és 2.

## Formació i jaciments
Va ser descoberta al dipòsit d'urani de la vall de Krunkelbach, a Menzenschwand, dins la regió de Friburg (Baden-Württemberg, Alemanya). També ha estat descrita a Jáchymov (República Txeca), i a la mina El Sherana, al Territori del Nord (Austràlia). Aquests tres indrets són els únics de tot el planeta on ha estat descrita aquesta espècie mineral.